# Wget
Wget (GNU Wget ili kao naziv paketa wget) je program za preuzimanje sadržaja s web poslužitelja. Wget je dio GNU projekta. Ime dolazi od World Wide Web i get (od HTTP_GET). Podržava HTTP, HTTPS i FTP načine komuniciranja.
Neke od značajki Wget programa su rekurzivno preuzimanje (automatski slijedi poveznice unutar strukture mapa), prilagođavanje poveznica lokalnom bezmrežnom pregledavanju, podrška za Proxy poslužitelje te mnoge druge. Wget je izdan 1996. godine, u doba ubrzanog rasta popularnosti web protokola te djelomično zbog toga nalazi svoje mjesto kao jedan od esencijalnih alata mnogih Linux distribucija (Linux je također slobodan softver započet nešto ranije). Wget je napisan u portabilnome C-u te je dostupan na mnogim platformama uključujući i Microsoft Windows, Mac OS X, OpenVMS, MorphOS te AmigaOS.
Aplikacije s grafičkim sučeljima kao što su GWget i KGet se temelje na njemu.

## Povijest
GNU Wget napisao je Hrvoje Nikšić, bivši student Fakulteta elektrotehnike i računarstva. Zato je kao primjer URL-a u priručniku navedeno:
```
               wget -r --tries=10 
http://fly.srk.fer.hr/
 -o log
```

Wget je potomak ranijeg programa Geturl, istog autora, čiji je razvoj započet kasne 1995. godine. Naziv je promijenjen u Wget nakon što je autor shvatio da već postoji program istog imena, GetURL za Amigu.
Wget svojim izlaskom popunjava rupu u kategoriji softvera za preuzimanje tijekom sredine 90-ih godina. Do njegova izlaska nijedan program nije mogao pouzdano preuzimati datoteke s oba (HTTP i FTP) protokola. Postojeći programi ili podržavaju samo FTP (NcFTP, dl) ili su pisani u Perlu koji tada još nije bio sveprisutan. Cilj razvoja je podrška za HTTP/FTP te dopuštanje korisnicima da sami kompiliraju program sa standardnim razvojnim alatima svakog Unix sustava bez ikakvih većih komplikacija.
Autor je također potaknut niskom dostupnošću interneta u srednjoj Europi i rasprostranjenošću sporih i nepouzdanih veza te potrebom za optimalno iskorištavanje istih što programi ovakvog tipa djelomično rješavaju zbog mogućnosti nastavljanja prekinutih preuzimanja i neograničenog broja automatskih ponovnih pokušaja preuzimanja.

## Svojstva

### Robusnost
Wget je dizajniran za robusno rukovanje sporim i nestabilnim mrežama. Ako preuzimanje ne završi zbog mrežnih problema, Wget automatski pokušava nastaviti preuzimanje s iste točke gdje je preuzimanje prekinuto. Taj slijed se ponavlja dok preuzimanje konačno uspješno ne završi (ili dok ga korisnik ne prekine). 

### Rekurzivno preuzimanje
Wget može raditi i u tzv. web crawler (eng. za gmizavac, puzavac) tako da izvlači izvore povezane putem HTML stranica te ih postepeno preuzima jednog za drugim dok sav sadržaj nije preuzet. Preuzete stranice su automatski pohranjene koristeći istu strukturu mapa poput one na udaljenome poslužitelju. To omogućava djelomično ili čak i potpuno preslikavanje web stranica putem HTTP protokola. Poveznice u preuzetim HTML stranicama se mogu podesiti za povezivanje ka lokalnim inačicama (umjesto originalnih poveznica ka mrežnim inačicama) za bezmrežno pregledavanje.
Rekurzivno preuzimanje funkcionira i s FTP protokolom. U tom slučaju Wget koristi LIST naredbu za pretragu dodatnih datoteka sve dok cijela struktura mapa na poslužitelju ne postane poznata. 
Kod ovakvog korištenja Wget može istraživati vremenske oznake lokalnih i udaljenih datoteka te preuzeti samo udaljene datoteke koje su novije od odgovarajućih lokalnih.

### Ostale značajke
- Wget podržava preuzimanje putem proxya
- Korištenje tzv. upornih HTTP veza (eng. persistent HTTP connection)
- IPv6
- SSL/TLS
- Datoteke veće od 2 GiB
- Brzine preuzimanja se mogu regulirati kako bi se spriječilo zagušenje mreže

## Korištenje
Tipično korištenje GNU Wget programa se sastoji od pokretanja putem komandne ljuske s URL argumentom.
```
# Preuzimanje naslovne stranice primjer.com u datoteku
# naziva index.html
wget http://www.primjer.com/
```

```
# Preuzimanje Wget izvornog koda s GNU ftp stranice
wget ftp://ftp.gnu.org/pub/gnu/wget/wget-latest.tar.gz
```

```
# Preuzmi sav sadržaj na primjer.com
wget -r -l 0 http://www.primjer.com/
```

## Također pogledajte
- GNU
- Slobodan softver
- CURL

## Vanjske poveznice
- (engl.) Službena Wget stranica
- (engl.) Wget priručnik (manual)